# Moroni Able
Moroni Able (ur. 4 kwietnia 1848 w Cincinnati, zm. 20 października 1871 w Ogden) – syn Elijaha Able, jedna z postaci wczesnej historii ruchu świętych w dniach ostatnich (mormonów).

## Życiorys
Urodził się w Cincinnati jako najstarszy syn Elijaha Able i Mary Ann Adams. W spisie powszechnym z 1850 rachmistrz spisowy uznał rodzinę za kwarteronów, jednoznacznie wskazując na jej mieszane pochodzenie rasowe. W spisie z 1860 uznano ich z kolei za mulatów.
Moroni wraz z rodzicami jako pięcioletnie dziecko dołączył do migrujących na zachód członków Kościoła. Po przybyciu do Utah rodzina osiadła w dziewiętnastym okręgu. W nim też rodzice Moroniego zostali ponownie ochrzczeni. W 1857 osiedli w Mill Creek. Tam właśnie 14 marca 1857 Moroni został ochrzczony przez Elihu Hiatta, by następnie otrzymać konfirmację z rąk Stephena Wighta.
O jego życiu oraz aktywności w Kościele wiadomo niewiele. W 1868 został aresztowany w Salt Lake City za pijaństwo, otrzymał za to wykroczenie grzywnę w wysokości pięciu dolarów. Wraz z nim aresztowano i obciążono grzywną jego brata. Trudno jednoznacznie orzec stopień religijnego zaangażowania Moroniego, głównie z uwagi na braki w dokumentacji okręgów, których miał być członkiem. Poświęcony mu nekrolog wszakże określa go jako wiernego członka Kościoła. Nie pojawia się w spisie powszechnym z 1870, prawdopodobnie znajdował się więc wówczas poza miejscem zamieszkania. Wiadomo natomiast, że do Ogden przeniósł się niedługo przed śmiercią, prawdopodobnie by być bliżej rodziny.
Zmarł na skutek krwawienia z płuc. Kilka dni przed śmiercią poprosił o wizytę pasterską. Przybyli zgodnie z jego życzeniem starsi udzielili mu błogosławieństwa dla chorych. Wyświęcili go również na urząd starszego w kapłaństwie Melchizedeka. W ówczesnej praktyce rytualnej świętych w dniach ostatnich tego typu wyświęcenia do kapłaństwa były przyjętą praktyką. Zrezygnowano z niej stopniowo dopiero w latach 90. XIX wieku. W 1900 Pierwsze Prezydium oraz Kworum Dwunastu Apostołów potwierdziło zarzucenie tej tradycji, stwierdzając, że nie powinna stanowić ona dłużej obiektu dyskusji.
Uznawany za jednego z kilku zaledwie mężczyzn afrykańskiego pochodzenia posiadających mormońskie kapłaństwo przed objawieniem z 1978. Posiadaczem kapłaństwa był też ojciec Moroniego, co mogło być istotnym czynnikiem decydującym o wyświęceniu umierającego młodzieńca. Ogólnie jednak aż do 1978 kapłaństwo – a co za tym idzie także możliwość wejścia do świątyni oraz uczestniczenia w obrzędach świątynnych – pozostawały niedostępne dla czarnoskórych wiernych.